# 수정난풀
수정난풀(水晶蘭-, Monotropa uniflora)은 진달래과에 속하는 여러해살이 기생식물이다.

## 특징
이전 분류 체계에서는 노루발과로 분류했다. 한반도 각처 산지의 나무 그늘에 나며, 전체적으로 희고, 높이는 8-15cm 정도이다. 잎은 비늘 모양이며 어긋난다. 끝은 은백색으로 여름이 되면 줄기 끝에 1개씩이 피어나는데, 이때 각각의 꽃은 포엽에 싸여져 있다. 10개의 수술을 가지고 있으며, 수술대에는 털이 나 있다. 암술은 굵고 짧으며, 암술머리는 크게 부풀어 있는데 그 가장자리는 푸른 빛을 띠고 있다. 열매는 공 모양의 액과로 흰색을 띤다. 주로 부식토가 많은 숲속에서 자라며 제주·경기·평남·평북 등지에 분포하고 있다.

## 갤러리
- M. uniflora
- Photograph of flower interior.